# Hotspot (telecomunicaciones)

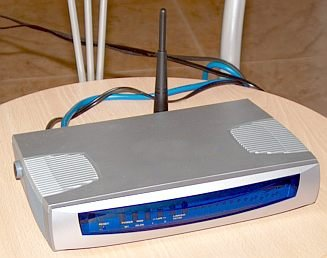
Generador de puntos de acceso.

En el contexto de las comunicaciones inalámbricas, un hotspot («punto caliente») es un lugar que ofrece a través de una red inalámbrica y un enrutador conectado a un proveedor de servicios de Internet.
Usualmente, los hotspots son zonas de alta demanda de tráfico, y que por tanto el dimensionamiento de su cobertura está condicionado a cubrir esta demanda por parte de un punto de acceso o varios, y de este modo proporcionar servicios de red a través de un proveedor de servicios de Internet inalámbrico (WISP). Los hotspots se encuentran en lugares públicos, como aeropuertos, bibliotecas, centros de convenciones, cafeterías, hoteles, escuelas, etc. Este servicio se puede cubrir mediante wifi y permite mantenerse conectado a Internet en lugares públicos. Puede brindarse de manera gratuita o cobrando una suma que depende del proveedor.
Los dispositivos compatibles con wifi y acceso inalámbrico permiten conectar PDA, ordenadores, teléfonos móviles y entre otros......

## Frecuencias
Una red de wifi usa un radio de frecuencias para comunicarse entre el dispositivo cliente y el punto de acceso, usa transmisores de doble banda (o doble sentido) que trabajan a 2,4 GHz (802.11b y/o 802.11g) o 5 GHz (802.11ac). Por lo general, el alcance de la antena varía entre 30 y 300 metros de distancia entre el punto emisor y el receptor, dependiendo del tipo de antenas utilizadas y la potencia emitida. A pesar de esto, hay muchos factores que reducen el alcance efectivo, como las interferencias y las condiciones físicas de la sala o en caso de exteriores los elementos físicos.

## Seguridad
Debido a que la comunicación se establece mediante ondas electromagnéticas, la posibilidad de ser crackeados o que una persona extraña se apodere de la red, son significativas. Sin embargo, existen la seguridad del tipo WEP y WPA para evitar el robo de datos. Independientemente de la seguridad aplicada en el enlace inalámbrico, en un hotspot público carece de importancia el hacer una conexión. Si en un hotspot se usa una red inalámbrica cifrada y el código de ésta es conocido, la facilidad para descifrar los datos es la misma. En un hotspot público se ha de aplicar una configuración peer-to-peer (P2P) en todos los casos en capa 2 y evitar así el multicast o broadcast entre clientes. No se han de aplicar cifrados al enlace inalámbrico y se ha de posibilitar el uso de VPNs.

## WPA con funcionalidadhotspot
Algunos modelos de WPA se pueden utilizar como hotspot y soportan un nivel de autenticación mediante RADIUS y otros servidores de autenticación.
Los últimos modelos utilizan niveles de cifrado de segunda y tercera generación, dado que la primera generación de cifrado WEP resultó bastante fácil de crackear.
Estos nuevos niveles de cifrado, tanto WPA como el WPA2, son considerados seguros si la contraseña es lo suficientemente fuerte o bien si se utiliza "passphrase" (frase de paso).

## Android
El sistema operativo Android soporta esta característica desde la versión 2.2 Froyo. Anteriormente se podía usar en dispositivos  rooteados mediante el uso de la aplicación iptables de Linux.

## Nintendo

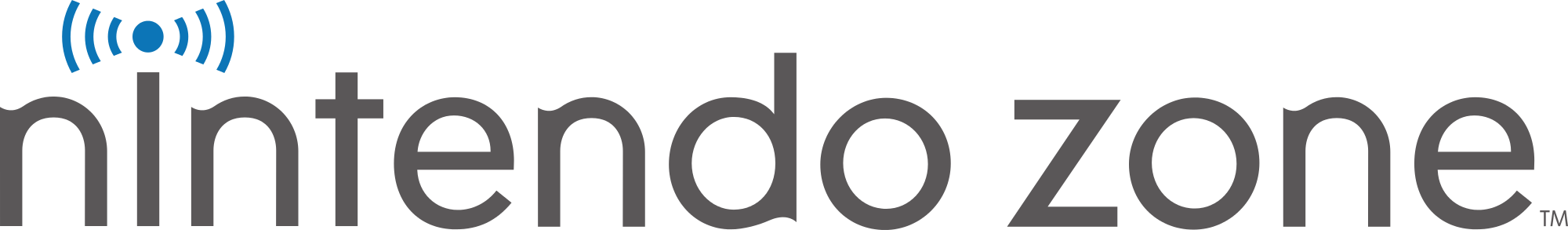
Logotipo de Nintendo Zone

Nintendo lanzó un sistema de hotspot llamado Nintendo Zone, el cual está disponible para Nintendo DSi y para Nintendo 3DS.